# Lijst van attractieparken in België
Dit is een lijst van attractieparken in België.
| Attractiepark                  | Plaats    | Provincie                             | Parktype                       | Geopend | Opmerkingen |
| ------------------------------ | --------- | ------------------------------------- | ------------------------------ | ------- | --- |
| Attractiepark Koningin Fabiola | Namen     | Namen                                 | Buitenspeeltuin met attracties | 1959    | |
| Bellewaerde Park               | Ieper     | West-Vlaanderen                       | Attractie- en dierenpark       | 1954    | Oudste park in België. Heeft naast de attracties ook dieren.                                                                    |
| Beverland Maaseik              | Maaseik   | Limburg                               | Indoor attractiepark           | 2022    | Overdekt kinderpretpark tot 14 jaar.                                                                                            |
| Bobbejaanland                  | Lichtaart | Antwerpen                             | Attractiepark                  | 1961    | Opgericht door Bobbejaan Schoepen.                                                                                              |
| Boudewijn Seapark              | Brugge    | West-Vlaanderen                       | Attractie- en dierenpark       | 1963    | Dolfinarium en themapark met indoorspeeltuin.                                                                                   |
| Familiepark Harry Malter       | Heusden   | Oost-Vlaanderen                       | Attractie- en dierenpark       | 1992    | |
| Jungle City                    | Doornik   | Henegouwen                            | Attractie- en dierenpark       |         | |
| LEGO Discovery Centre Brussels | Brussel   | Geen (Brussels Hoofdstedelijk Gewest) | Indoor attractiepark           | 2022    | Gethematiseerd rond het speelgoedmerk LEGO, onderdeel van Docks Bruxsel.                                                        |
| Mega Speelstad                 | Lille     | Antwerpen                             | Indoor attractiepark           | 1998    | Overdekt kinderpretpark tot 14 jaar.                                                                                            |
| Mini-Europa                    | Brussel   | Geen (Brussels Hoofdstedelijk Gewest) | Miniatuurpark                  | 1989    | Miniatuurpark, gelegen aan het Heizelpark in Brussel.                                                                           |
| Mont Mosan                     | Hoei      | Luik                                  | Attractie- en dierenpark       | 1986    | |
| Plopsaland Ardennes            | Coo       | Luik                                  | Attractiepark                  | 1976    | Gelegen bij de watervallen van Coo, vroeger Télécoo geheten. Themapark van Studio 100.                                          |
| Plopsa Indoor Hasselt          | Hasselt   | Limburg                               | Indoor attractiepark           | 2005    | Eerste overdekte pretpark in België. Themapark van Studio 100.                                                                  |
| Plopsa Station Antwerp         | Antwerpen | Antwerpen                             | Indoor attractiepark           | 2017    | Gelegen in het Centraal station van Antwerpen, noemde vroeger Comics Station Antwerp. Themapark van Studio 100 en stripfiguren. |
| Plopsaland De Panne            | Adinkerke | West-Vlaanderen                       | Attractiepark                  | 2000    | Eerste en meest bekende pretpark van Studio 100, meest bezochte park in België.                                                 |
| Sparkx Hasselt                 | Hasselt   | Limburg                               | Indoor sportattractiepark      | 2023    | Overdekt sportpretpark, gelegen in het Hasseltse shoppingcenter Plaza'H.                                                        |
| Sparkx Gent                    | Gent      | Oost-Vlaanderen                       | Indoor sportattractiepark      | 2025    | Overdekt sportpretpark, van dezelfde groep als Sparkx Hasselt.                                                                  |
| Walibi Belgium                 | Waver     | Waals-Brabant                         | Attractiepark                  | 1975    | Pretpark met de meeste achtbanen van België                                                                                     |

## Voormalige attractieparken in België
| Attractiepark  | Plaats       | Provincie                             | Parktype                 | Openings- en sluitingsjaar | Opmerkingen                                                            |
| -------------- | ------------ | ------------------------------------- | ------------------------ | -------------------------- | ---------------------------------------------------------------------- |
| Aviflora       | Ingelmunster | West-Vlaanderen                       | Belevings- en Dierenpark | 1956 - 2015                | Gesloten in 2015 wegens faillissement.                                 |
| Dadipark       | Dadizele     | West-Vlaanderen                       | Attractiepark            | 1951 - 2002                | Gesloten na een reeks van incidenten.                                  |
| Earth Explorer | Oostende     | West-Vlaanderen                       | Indoor Themapark         | 2004 - 2013                |                                                                        |
| Meli Heizel    | Brussel      | Geen (Brussels Hoofdstedelijk Gewest) | Attractiepark            | 1958 - 1987                | In 1989 werd op dit terrein het familiepark Bruparck geopend.          |
| Meli Meise     | Grimbergen   | Vlaams-Brabant                        | Belevings- en Dierenpark | 1946 - 1957                | de voorganger van Meli Heizel.                                         |
| Meli Park      | Adinkerke    | West-Vlaanderen                       | Attractiepark            | 1935 - 1999                | In 2000 werd op dit terrein het themapark Plopsaland De Panne geopend. |
| Ooit Tongeren  | Tongeren     | Limburg                               | Belevingspark            | 2007 - 2007                | Tongerse versie van Het Land van Ooit.                                 |
| Seafront       | Brugge       | West-Vlaanderen                       | Themapark                | ? - 2021                   | Gelegen in de oude vismijn van Zeebrugge.                              |

## Geplande attractieparken in België
| Attractiepark | Plaats  | Provincie | Parktype  | Geplande opening | Opmerkingen                                                        |
| ------------- | ------- | --------- | --------- | ---------------- | ------------------------------------------------------------------ |
| Captain Jack  | Mortsel | Antwerpen | Themapark | ?                | Zal gebouwd worden vlakbij de Internationale Luchthaven Antwerpen. |